# 女神異聞錄5
《女神異聞錄5》簡稱「P5」，是Atlus在PlayStation 3和PlayStation 4平台開發並發行的電子角色扮演遊戲，為《女神轉生系列》的分支《女神異聞錄系列》旗下第五部本傳作品，本作的主題顏色為「紅色」。日版于2016年9月15日在日本地区由Atlus发行；中文版于2017年3月23日在臺灣和香港发售，由SEGA代理发行；英文版于2017年4月4日在北美和欧洲发售，北美地区由Atlus USA发行，欧洲地区则由Deep Silver代理发行。加強版《女神異聞錄5 皇家版》，簡稱「P5R」，于2019年在在PlayStation 4平台上推出。日版於2019年10月31日首發，中文版於2020年2月20日在臺灣和香港發行，其他語言版本於2020年3月31日在全球發售。《女神异闻录5 皇家版》后续于2022年10月登陆任天堂Switch、PlayStation 5、Windows、Xbox One和Xbox Series X/S平台。
本作的故事舞台为现代东京，玩家所扮演的主角因被诬告遭到指控，转校到虚构的私立秀尽学园。主要人物角色皆為「怪盜」，或称「心之怪盗」，可謂將過去作品中「青少年冒險」及「社會批判」兩種敘事風格融合而成的。主角等人遭遇了不平等的對待，都被剝奪了容身之處，經由機緣覺醒了「人格面具（Persona）」的能力，组成了心之怪盜團。他们探索由人类潜意识欲望的物理表现组成的異世界「殿堂」，奪取其產生慾望的祕寶來使惡人悔改。和系列前作一样，怪盗团也是用他们心灵的物质表现——人格面具与名为「陰影（Shadow）」的敌人战斗。游戏包含角色扮演、迷宫探索和社会模拟元素。
该游戏的筹备工作始于《女神異聞錄4》的开发阶段，在《凯瑟琳》于2011年推出后，游戏进入全面开发阶段。游戏是由总监兼制作人桥野桂领导的Atlus内部开发工作室P-Studio开发的。前期工作的工作人员包括角色设计师副岛成记和作曲家目黑将司。游戏的主题围绕着摆脱现代社会的束缚，其故事剧情则受到惡漢小說的强烈启发，怪盗团成员的初始人格面具则以不法分子和反抗者为主题。游戏中的动画过场由Production I.G担任制作，而《皇家版》添加的全新动画过场由Domerica担任制作。
本作在2013年首次公布，後因進度落後無法按預定在2014年底发售，開發團隊為求游戏品質能達預設水準，最終在兩度延期後於2016年推出遊戲。相對於PlayStation 2發行的前作《女神異聞錄4》使用的4頭身角色，該作為本系列中首次採用實際都市作為舞台，玩家可操作角色在遊戲中的東京進行探索。在這個狀況下依舊保留以往系列所留下來的各種傳統，可以說是翻開遊戲史中革新的一頁。游戏在发售后获得了业界的極度好评，被評價为是在近年傑出的RPG作品其中之一。还获得多项年度奖項和荣誉提名，包括多项該年度同類型最佳游戏奖。本作在2017年底已全球出貨超过200万份，为整个系列中的最高商業紀錄。
本作发售时期正逢《女神異聞錄系列》誕生20周年，因此作為20周年的纪念作品，遊戲中有許多紀念前作的彩蛋可供玩家發掘。多部衍生作品随后推出，包括由CloverWorks担任制作的改编电视动画《女神异闻录5 the Animation》，以及《女神異聞錄5 星夜熱舞》、《女神異聞錄5 亂戰 魅影攻手》、《女神異聞錄5 戰略版》和《女神异闻录：夜幕魅影》等各类衍生游戏。

## 遊戲系統

### 現實世界
《女神异闻录5》是一款角色扮演游戏，玩家扮演一位男性高中生，在现代东京度过一年的学校生活。与社交模拟游戏类似，游戏中的昼夜循环和天气系统是本作的核心要素，左右了玩家在游戏中的行为。本作不仅有宽阔的游戏场景，还有一些可以进入的特殊地点，如商店、餐馆和电影院。整个游戏的主要场景是主角就读的私立秀尽学园。主角在上学以外的閒暇時間，可以从事打工、钓鱼、练习棒球、玩电子游戏等活动，还可以在电视、网络上购买或自己制作用于潜入殿堂或战斗的道具。这些不同的活动可以提高角色的个人参数（“知识”、“勇气”、“灵巧”、“体贴”和“魅力”五项），数值達到一定條件後便能解锁更多活动内容。例如阅读书籍或玩杂志中的填字游戏可以提升“知识”值，在澡堂“富士之汤”洗浴可以提升“魅力”值。
在现实世界中，主角可以与其他角色交流互动并加深他们之间的羁绊，游戏中称其为「Coop」（Cooperation，这与前作的“社群（Community）”相似）。主角還可以與大多数女性角色达成恋爱关系。主角与不同角色间的「Coop」关系都由塔罗牌中的不同秘仪代表。提高心之怪盗团成员的Coop可以解锁在战斗中使用的各种能力，如“换手”（在战斗中将对手打出眩晕触发1 MORE效果时更换行动角色）的能力（在皇家版則不需要提升Coop等級就可使用換手）。提高其他人物的Coop会有等级奖励或其他奖励，如获得新的物品和装备，提升经验值和金钱收入。解锁摩尔加纳的Coop等级后，主角能够制作潜入殿堂时使用的道具；解锁佐仓惣治郎的Coop等级后，主角能够泡制用于回复自己或同伴的SP的咖啡；解锁奥村春的Coop等级后，主角可以拜托奥村在学校的顶楼种植用于回复大量SP蔬菜；解锁喜多川祐介的Coop等级后，喜多川可以复制技能卡片。主角可以到教堂的忏悔室忏悔，从而使人格面具恢复一些已经舍弃的技能。主角还能把彻底污秽的防具拿去洗衣店清洗，以得到数值较好的装备。

### 異世界
除了度过日常的学校生活，主角还要在名为「異世界」（Metaverse）的神秘空间中进行迷宫探索。游戏中的異世界分为两种类型：从反派的潜意识中诞生的「殿堂」（Palace）和大眾潛意識生成的随机生成迷宫「印象空间」（Mementos）；两者都被「阴影」（Shadow）占据。阴影是被压抑的人类内心的物理实体，其形象来自神话与宗教人物。在印象空间内，怪盗团可以让人「悔改」，从而完成从三岛由辉处收到的委托。探索时，怪盗团可以使用隐蔽手段避开敌对的阴影，佐仓双叶可以使用名为“第三只眼”的洞察能力来探索印象空间。当探索以剧情为中心的殿堂时，会出现“内心警戒程度表”，当被阴影发现或逃跑时，被悔改者内心警告程度将会增加，如果内心警告程度达到100%，就会被迫放弃探索殿堂。警戒程度可以通过偷袭和击败敌人来降低，也会第二天探索前自动降低。殿堂内有被称为「安全室」的位置，玩家可以在此保存游戏，治疗怪盗团成员，并传送至殿堂内的其他安全室。殿堂内的秘宝在刚开始被发现时是尚未实体化的状态，无法取得。因此找到秘宝所在处后，势必要回归现实世界后对于殿堂主人发出“预告信”，目的是为了诱导对方因心生恐惧而将自身扭曲的欲望在内心深处中实体化，秘宝也因此实体化后才能进行盗取。怪盗团的第一张预告信的内容与视觉设计担任者是龙司，祐介加入之后担任主设计。主视觉图标为火焰面具及大礼帽，标语为“Take your heart”。
和系列前作一样，游戏采用了回合制战斗系统，队伍接触到敌人时便会开始战斗。主角也可以从背后偷袭敌人，发动先制攻击并取得优势。在战斗中，除了能够召唤人格面具（即主角的内心的物理实体）发动技能之外，还可以使用近战武器和远距武器。远距武器是本作中新增的攻击手段，较为特殊，杀伤力不高，但因应场合能造成奇效。随着主角与织田信也和岩井宗久的Coop进度加深，枪械相关的技能与枪械改造也会逐渐强化。如果队伍成员击中了敌人的弱点，就会「击倒」敌人，并获得额外的回合。如果所有的敌人都被击倒，就会触发“Hold Up”，怪盗团可以发动總攻擊或进入對話交涉，向阴影索要金钱或物品。交涉中，有一定概率让阴影成为主角的人格面具，但是如果主角比阴影的等级高很多，阴影必定会被说服成为人格面具。反之，怪盗团成员也可以被击倒，如果主角死亡，游戏结束。阴影有时候会将倒地的成员劫持为人质，并触发交涉。如果交涉失败，人质将无法继续行动。

### 天鹅绒房间
人格面具可以通过战斗中的对话交涉获得，人格面具类型与Coop类型相关联。主角可以在游戏中的天鹅绒房间中对人格面具进行多种操作。在本作的天鹅绒房间内，「断头台」可以使人格面具合体，由此产生继承技能和属性的全新人格面具。人格面具的技能越多，就有越多的技能传递给合体后的人格面具。通过合体诞生的人格面具的最初提升的等级取决于其相关的Coop等级。此外，本作的人格面具也可以通过各种以死刑风格设计的方式牺牲：「绞刑」将牺牲的人格面具的经验赋予另一位选定的人格面具；「电椅」则将牺牲的人格面具转变成道具。人格面具也可以被送入「囚禁」，使其学习到能够克服弱点属性的技能，在囚禁的几天内，该人格面具不能够被使用。囚犯名册（人格面具全书）记载玩家至今曾经拥有过的所有人格面具，并可付钱召唤再次取得。

### 多人联机
与《女神異聞錄4 黃金版》中的「大众之声」（みんなの声，Vox Populi）系统类似，游戏通过「怪盗同盟」功能集成了小型多人联机游戏元素。玩家可以选择查看其他玩家在某一天的活动，或是查看其他玩家在学校考试时的答案。玩家还可以使用该功能阻止敌人逃跑，并在队伍成员战斗中被敌人劫持时向其他玩家寻求帮助。

## 故事简介

### 背景设定与人物
《女神异闻录5》发生在一个有人格面具的世界中，围绕着一群擁有人格面具的高中学生展开。人格面具是驾驭心灵而得到的力量。在心里隐藏着的「另一个自己」，在触到自己心底的时候出现的人格。或在面对外界事物时，表现在外的「人格」，将自己武装起来的「面具」。游戏发生在20XX年四月的现代东京，秋叶原、新宿、涩谷等地区都与现实世界中的一样。不仅有很大的游戏场景，还有一些特殊地点诸如商店、餐馆和电影院可以进入。整个游戏的主要游戏场景是主角就读的私立秀尽学园。第二个主要场景是「異世界」（Metaverse），这是一个超自然的地方，由人类的潜意识和認知的物质表现形式组成。在異世界中，心中有强烈扭曲欲望的人形成了自己独特的「殿堂」，同时亦是殿堂主人的另一个现实世界，殿堂主人的阴影是殿堂的支配者，若殿堂主人的阴影被杀，殿堂主人就会失去所有欲望，包括生存的欲望，而变成「废人」。殿堂里有各种各样的阴影，是殿堂主人强烈扭曲的欲望实体化而成的存在。
「秘宝」是欲望的来源，在殿堂的中心，只要把秘宝从殿堂中夺走的话，就会令殿堂消失，同时殿堂主人亦会悔改。刚发现秘宝时是无法马上夺走，因尚未实体化的缘故，需通过「预告信」将其实体化。
天鹅绒房间是《女神异闻录系列》惯例登场的谜之房间，在这间房间可以进行人格面具合体等操作。它是梦与现实、意识与无意识之间的世界。由于该房间的形态和背景是会根据契约者的命运和心境而有所变化的，所以本作的天鹅绒房间是一座监狱。
玩家扮演的主角是一个与其他《女神異聞錄系列》游戏一样沉默的角色：他是心之怪盗团的领导者，他们从犯罪分子和其他坏人的殿堂中夺取秘宝，促使他們悔改並阻止他們的犯罪行為。他的第一个同伴是同校学生坂本竜司，第二个同伴則是摩尔加纳，牠是在殿堂内部帮助他们的一个神秘、像猫一样的存在。在游戏过程中，还有更多的人加入了怪盜團，其中包括美日混血的高卷杏、艺术天才喜多川祐介、秀尽学生会会长新岛真、电脑駭客佐仓双叶和奥村食品公司社长的千金奥村春。与主角联系密切的还有高中生侦探明智吾郎、检察官兼新岛真的姐姐新岛冴、天鹅绒房间的伊格爾和他的两位助手卡萝莉娜与芮丝汀娜。

### 故事剧情与结局
本作故事背景为现代的日本东京，秋叶原、新宿、涩谷等地区都与现实世界中的一样。故事开始前发生了一连串离奇的意外事件，如交通事故、工厂爆炸等。肇事者们无故突然像失心疯一般狂暴化，事后却说「不知道为什么会做这样的事」或變成「廢人」。这一系列事件被称之为「精神失控事件」，使得人心惶惶。
20XX年四月，主角因為捍卫一名在街上被一醉酒男子骚扰的女子而被诬告傷害并予以缓刑，并被退学。然后主角被送往东京，留宿于他父母的友人佐仓惣治郎经营的的咖啡店「卢布朗」，並在未来一年的缓刑期间就读于私立秀尽学园。之后，他进入到天鹅绒房间，在那里伊格爾警告他必须「更生」才能回避灭亡的来临，并交给他一个「异世界导航」的手机应用程序。上学第一天，主角无意中启动神秘的手机应用程序「异世界导航」后，跟刚认识的坂本龙司一起进入了鸭志田的「古城」。在被「阴影」穷追不舍时，还遇到了谜之生物「摩尔加纳」。就在两人差点被「古城」的阴影处决之际，主角觉醒了人格面具的能力，击退了阴影。摩尔加纳告诉他们把秘宝从殿堂中夺走的话，就会令殿堂消失，同时殿堂主人亦会改邪归正。之后，主角和龙司还有同学高卷杏等人让施虐、性騷擾的教师鸭志田改过自新，以此为契机，组成了心之怪盗团，开始了让世间的坏人「悔改」的行动。
随着心之怪盗团的成员数量的增加，他们吸引了公众和警察们的注意，包括检察官新岛冴和高中生侦探明智吾郎。心之怪盗团知道了一个秘密团体，包括一个戴着黑色面具的暗杀者，正在利用异世界来杀死他们想让之悔改的目标，并正想消灭他们。在他们揭露阴谋的过程中，亦敌亦友、长期观察和协助怪盗团的明智吾郎也加入了心之怪盗团。随后心之怪盗团们发现他其实就是黑色面具的暗杀者。之后心之怪盗团在新岛冴的帮助下，推断出这个阴谋的领导者是政治家狮童正义，他一直在利用明智吾郎在异世界的能力来消除那些让他成为首相的障碍，并将他的改革强加给日本，对主角们进行了强烈的攻击指控。当心之怪盗团进入狮童正义的殿堂时，他们遇到了明智吾郎，他透露自己其实是狮童正义的私生子，但狮童正义却不知道这件事并且忽视自己的母亲，于是他一直暗中策划着对狮童正义多年来的疏忽进行报复。明智吾郎被击败后，众人随即遭到殿堂阴影进迫，明智吾郎省悟自己一直只是被狮童正义利用，牺牲自己保护心之怪盗团逃离攻击，并得以到达殿堂的秘宝处。怪盗团随后使狮童正义悔改。
尽管狮童正义在悔改后被逮捕和供认他的罪恶，但公众仍然对此漠不关心，并已失去对心之怪盗团的信任。于是心之怪盗团最终决定夺走位于印象空间核心的大眾的秘宝。在印象空间内部，他们发现大眾选择放弃自己的自由，任由被关在囚笼里。心之怪盗团然后被秘宝——圣杯从印象空间赶出，在目睹印象空间与现实融合之后，因社會大眾內心中對於怪盜團的認知存在逐漸消失，導致怪盜團全員從這個世界上被抹殺其存在，下場與死亡無異般完全消失。主角在天鹅绒房间醒来，卡萝莉娜和芮丝汀娜重拾他们的记忆并融合为她们原本的样子——拉雯妲。拉雯妲揭示一直以来与主角对话的伊格爾其实是「统治之神」亚尔达拜特冒名顶替的。亚尔达拜特的另一身份正是印象空间的秘宝圣杯，因人类放弃自由与接受控制的意愿而诞生。因为曾与伊格爾就人类的目标打赌，亚尔达拜特给了主角和明智吾郎能力，看看这个世界是否会因为他们的行为而继续存在或毁灭。主角拒绝了亚尔达拜特以自由为代价回到自己的世界的提议，其他心之怪盗团成员也一样，继续与亚尔达拜特抗争。主角的协助者们团结民众并获得民众的支持，切断亚尔达拜特对人性的控制，使得主角觉醒了人格面具「撒坦耶尔」并消灭了亚尔达拜特和印象空间。
在击败亚尔达拜特后，为了让狮童正义被控告，主角必须先自我招供以提供证据。当主角被监禁时，其他心之怪盗团的成员和他的协助者们成功地帮助主角洗脫罪名。第二年的春天，主角的朋友把他送回了他的家乡。
若玩家遇上以下情況，則遊戲按劇情進入不同的結局：
- 主角本人在戰鬥中被擊敗（HP值跌至0）而死亡；
- 玩家未能在期限前完成指定殿堂的攻略，主角會因此被捕；
- 玩家在進行關鍵對話時，會因选择的答案進入不同結局(一個會進入結局，一個則會繼續推動劇情)。

#### 皇家版
在《女神異聞錄5 皇家版》中，如果與丸喜的Coop等級達到Max將會進入俗稱的「第三學期」。聖誕前夕主角做好自首覺悟之時，被認為已死的明智吾郎現身並代替主角向警察自首，以證明自己和獅童正義的罪行。本以為事情告一段落、皆大歡喜，主角卻發現自己被捲入「虛假的現實」當中，不但雙葉的媽媽一色若葉彷彿從來沒有死去般出現，自首的明智吾郎也彷彿從未被逮捕過，除此之外各式各樣的遺憾彷彿都從未發生過。主角後與不受這個「虛假的現實」影響的芳澤霞、明智吾郎對出現在現實世界中的殿堂進行調查，而在調查此殿堂過後發現這個虛假的現實的締造者正是秀尽学园曾經聘請的心理輔導員丸喜拓人，丸喜向三人說明現在的這個世界所發生的一切都是真實的，也就是說，這並非是虛假的現實。他要求主角們考慮過後，再告訴他是否要否認這個現實。
之後三人第二次潛入殿堂並與丸喜對峙，他們從丸喜口中得知「芳澤霞」早已去世，而先前的那位少女其實是芳澤霞的雙胞胎妹妹「芳澤堇」，這一切也都是丸喜拓人的人格面具能力「曲解之力」造成的，使芳澤堇對於自己是芳澤霞一事深信不疑，同時曲解周遭所有可能導致芳澤堇發現真相的事物。同時間，曾經在主角們第二次潛入殿堂前與主角交談過的心之怪盜團的成員們也聚集在盧布朗，並在相互討論過後從「虛假的現實」中醒悟，並到殿堂中幫助當時陷入困境的主角與明智，將芳澤堇帶回。芳澤堇受到大家的鼓舞決意戰鬥，與心之怪盜團先後攻略丸喜拓人的殿堂，以及被丸喜拓人滲透的印象空間。最終，心之怪盜團打敗了丸喜拓人，阻止了異世界與現實世界的融合，世界從「虛假的現實」中恢復到原來的模樣。

## 开发
游戏开发的准备工作始于2010年。自2009年以来，就有有关此游戏开发的传言，当时索尼网站将桥野桂列为该作的游戏总监。另外据说，在2008年《女神異聞錄4》仍在开发中准备工作就已经开始进行。筹备开发工作在2011年8月继《凯瑟琳》完成后也即将完成。《凯瑟琳》完成后桥野桂才完全开始参与该游戏的开发，后来把这称为下一作Persona游戏的开发测试。游戏开发历时五年。游戏由P-Studio开发，P-Studio是Atlus内部开发工作室，致力于开发女神異聞錄系列游戏。《女神異聞錄5》将是桥野桂在女神异闻录系列中制作的最后一个游戏，作为P-Studio的领导者，在游戏发行后离开了开发团队Zero。游戏制作开始时，工作人员约有40人。在全面开发期间，这个数字扩大到70人，包括15名策划人，15名程序员，以及30到45名设计师。其中包括游戏的首席设计师前田直哉，他曾经为《Hospital. 6位醫師》制作模型。游戏整体开发对于团队来说是一个挑战，因为他们换用了更强大的硬件（PS4），所以需要改变他们的开发安排。
尽管《女神異聞錄5》保留了以前的回合制战斗系统，但早期的设计草案是采用基于动作游戏并结合即时元素（可参考即时战略游戏）的战斗系统，这个想法最终被废弃了。但是即时元素被引入到了战斗系统中，使得游戏玩法不需要对该系列游戏核心系统做出较大的改变。另外一个重要的新增功能就是拥有特殊的迷宫——殿堂，殿堂的布局在游戏开发结束就已经制作完毕，而不是像前作的迷宫那样是随机生成。这样做是为了与游戏每一阶段的主题相适，也是为老玩家带来不一样的东西。相比于系列前两作，《女神異聞錄5》还引入了交涉系统。交涉系统最初是女神轉生主系列游戏中的元素，但没有出现在前两部女神異聞錄系列游戏中。由于玩家们认为其是女神轉生系列的关键部分，桥野桂决定在本作重新引入交涉系统。《女神異聞錄5》的交涉系统与集体潜意识中抑制心灵的“阴影”的起源相关。“Hold Up”系统的灵感来源于电影里的敌人劫持人质时所做出要求的行为。之所以加入这些功能，是因为本作也是女神異聞錄系列20周年的纪念作。天气和环境因素等游戏元素都是为了反映真实世界而设计的。迷宫的设计被分成三种不同的类型：东京大地图、“机构”（如主角的高中）和地牢迷宫。除了有限的对话选择之外，一些片段可以被玩家控制，这也体现了日本高中生能够在生活中做出选择而控制自己的生活。游戏的首席程序员是古坂雄二郎，他曾参与游戏《女神異聞錄4》和《凯瑟琳》的制作。
虽然《凯瑟琳》使用了第三方的Gamebryo引擎，但《女神異聞錄5》使用了特制的游戏引擎。桥野桂相信新的游戏引擎会让他们的想法变得更容易实现，虽然这会导致开发时间过长而使游戏粉丝漫长等待，但依然使用了新引擎。游戏事件场景软体也是由Atlus内部开发的，估计最后有1160个被采用了。这两个开发和处理工具的大大提升，以便在更高级的硬件上获得更好的运行效果。Persona游戏建模通常是使用专门开发的卡通渲染软件来处理的，该软件可以把角色设计转换到游戏中，同时还可以在微调期间轻松调整渲染和灯光效果。这些角色设计原本是像《凯瑟琳》那样真实的，但是整个团队觉得在女神异闻录系列中这样做是错误的。考虑到这一点，团队在不断调整中找到了满足角色各自风格的人物设计，同时在界面和菜单设计做了类似的调整。由于PlayStation 2的硬件限制，前作《女神異聞錄4》使用通用的身体形状变形来展现各种动作。相比于前作，《女神異聞錄5》采用的技术能让所有相关人物模型都有独特的定制模型。开发人员使用了两种不同的模型：实时过场动画的详细模型，以及一般事件场景和游戏的通用模型。《女神異聞錄5》是团队首次为大量人格面具制作高清的三维图形，这对开发团队来说是一个艰巨的挑战。

### 剧情和主题
最初的剧情概念是由桥野桂所写，而具体情节是由山本伸治和田中裕一郎合写的。最初的概念不同于《女神異聞錄3》和《女神異聞錄4》的剧情路线，而是以“发现自我”和“旅行”为关键词。在2011年日本东北地方太平洋近海地震之后，桥野桂放弃原来以全球旅行的背包客为故事框架，决定把游戏主题重新聚焦于日本。在这场地震之后，桥野桂看到人们在面对危机时的反应，决定让故事全部发生在日本，而在不同地区旅行也变化成经历不同的殿堂。根据桥野桂所说，游戏的中心主题是自由和人们该如何找到自由。他希望游戏在主题上让以前从未接触过此系列游戏的玩家更有种“平易近人”的感觉，能让玩家更沉浸在游戏中并将感情代入到游戏中，能让玩家感受到丰富的情感，这对玩家有淨化作用，并让玩家面对现实生活中的问题获取一些启发。
这个故事的中心概念受到了现代社会特别是日本社会现象的启发。《女神異聞錄5》的叙述就像是一个综合性的东西，真正的敌人由不断壮大的怪盗团发掘并击败。三个主要故事的灵感来源是施耐庵的《水浒传》、日本犯罪电影《白昼的死角》和匿名撰写的西班牙小说《小癩子》。设定和风格与惡漢小說相似，团队最初在这方面提出的问题是一个像鲁邦三世的角色如何在现代社会赢得吸引力。这些主题被延续到以死刑风格为主题的人格面具的合体和牺牲的美学中。混合当代戏剧与女神异闻录系列的设定，并有更多已设定好的主题使团队创造出了异乎寻常的剧情。这一系列游戏的“面具”元素较以前游戏更多地体现在该作的剧情中。游戏的主要地点和场景很大程度依赖现实世界的真实场景。
根据桥野桂的说法，重要角色之间一起分享他们自己在社会中没有容身之处，而心之怪盗团给他们一种归属感。桥野桂表示，虽然游戏最后部分是关于主角寻找真正敌人，但是《女神異聞錄5》更多地表现在他们追随主角引来的对手和现象。这些角色被形容为“少年学者”（juvenile academics）。心之怪盗团的活动是他们摆脱社会束缚和表达自己的一种方式。这个游戏的主要目的是要展示角色勇于摆脱前人在社会中的传统束缚。与以前的Persona游戏不同的是，《女神異聞錄5》心之怪盗团敢于直接去面对不寻常的事件，而不是被强制卷入其中。东乡一二三本来也是心之怪盗团的一员，但由于这个故事已经非常大，她降级为怪盗团之关系者的一个角色。因为智能手机等技术和社交媒体在现代社会日益普及，它们也被融入到故事和游戏中。
角色的初始人格面具（亞森、基德船长、卡门、佐羅、五右卫门、琼安、死者之书、米萊迪和羅賓漢）以義賊或反抗者为主题，反映各自的能力和主导抑制各自情感的殿堂，同时也反映角色们各自的个性。主角的人格面具最初是德国恶魔梅菲斯托费勒斯，但后来改为亞森，因为后者更适合游戏的主题。怪盗团成员的进化人格面具（撒坦耶爾、齐天大圣、黑卡蒂、墨丘利、神须佐之男、阿娜迪、普罗米修斯、阿斯塔尔塔和洛基）是以欺骗者或神话人物中的反叛者为主题。主角的进化人格面具「撒坦耶爾」的三个主要来源是亞森·羅蘋、怪人二十面相和石川五右卫门。主角的高中的名称「秀尽」（Shujin），它是日语中「囚人」（Shūjin）的谐音，意思是「囚徒」。从以前的Persona游戏来看，天鹅绒房间的助手是由玛丽·雪莱的小说《科学怪人》的人物角色命名的。《女神異聞錄4》中成年人作为对抗者，而这一作也如此，与警察活动的关系也来源于《女神異聞錄4》，但是这一次主角和敌人的角色位置相反。游戏中的坏人和主角都有相似之处，都是是为了改变一个他们认为不满意或腐败的世界。这样的设定使心之怪盗团的行为模糊不清，导致玩家质疑他们的正义。这个质疑延伸到网上少数人对他们整体的使命产生怀疑，新闻中的事件和丑闻引起了公众的关注。

### 艺术设计
曾经参与过后两个Persona游戏的角色设计师副岛成记再次参与了该作的制作。游戏的艺术总监是须藤正喜，他最显目的作品是之前参与制作的游戏和用户界面（UI）显示。艺术设计反映了其他团队所要求的反抗者主题。由于团队认为以前的Persona游戏很有趣，但不是很好的市场营销产品，所以这次他们想用设计的用户界面以吸引更大、更主流的观众。根据副岛成记所说，当《女神异闻录4》还在制作的时候，他就已经在为《女神异闻录5》开始构思设计，随着《女神异闻录5》的故事情节开始被创作出来，他的设计也在不断更改。在美学上，团队感觉他们又在重拾《女神异闻录4》一些东西。《女神异闻录4》的风格表现总是无意中体现出来，这是团队在开发过程中需要克服的一个障碍。继《女神异闻录3》和《女神异闻录4》的蓝色和黄色主题色彩之后，《女神异闻录5》使用了红色，一种很刺眼的感觉。因此，须藤正喜测试了多种字体颜色并最后确定黑色和白色，因为黑与白是非常对立的。并且这还有一个含义，主要是在游戏宣传所用的预告图片上，这代表了主角被现代社会的规则所束缚。副岛成记设计的怪盗团标志是为了表达年轻怪盗成员的高速度存在，而主角的人格面具「亚森」等元素则被设计为相比之下显得过时。这给副岛成记带来了挑战，需要用强烈的风格来平衡这种不同。游戏场景是根据东京真实的地点来建模的，主要目的是创造一种现实感。在设计用户界面的时候，桥野桂想要展示一下一个沉闷的生活是如何转变为一个激动人心的故事。早期的用户界面设计是很绚丽的，它掩盖了游戏中的故事。正因为如此，动画被淡化了，文字的方向改变，使用户界面的图形元素变得柔和，以在用户友好性和风格之间取得平衡。除了在开始的进入游戏界面使用了其他颜色，用户界面只使用主要的红色，黑色和白色，这不包括HP和SP点数，菜单使用特殊移动的主角的3D模型，模型根据所选菜单改变位置。
第一批人物角色素描于2012年提交。副岛成记与桥野桂密切合作，人物和环境都反映了游戏的主题。由于成员都是高中生，副岛成记发现很难使每个主角的设计与众不同，于是通过他们的怪盗服装表达各自的个性。主角的设计被副岛成记认为是近期最具挑战性的工作，因为主角既需要传达游戏整体艺术风格，又是作为玩家的化身。《女神异闻录5》的主题和整个故事围绕主角自愿选择的道路而引发的犯罪和刑罚事件，副岛成记需要传达这一点同时无论玩家选择什么对话都能让人物角色适合不同的情景。虽然有这些困难，但主角的设计在不断的尝试和失败中找到了最好的设计。由于“怪盗团”的前身是小说中常见的刻板印象，因此最初以与少年漫画相似的风格画出了主角和其他成员，但是这些设计因与女神异闻录系列的现实主义美学相冲突而被废弃。和以前的作品一样，主角也是一个沉默的角色，所以和以前的主角一样，副岛成记必须找出一种没有对话就能沟通的方式。他的解决办法是让主角作为制定计划的人，但主角不与其他成员分享他的计划。基于文学作品中角色的人格面具设计旨在唤起玩家的熟悉感和惊喜。一旦文学角色的名字被选中，副岛成记就基于这个角色设计人格面具。
这个游戏的过场动画由Production I.G创作，由河野利幸导演监督。河野利幸在游戏完成前三年半开始参与制作，面对这个项目，河野利幸感到压力很大。虽然制片工作室的许多员工都是《女神异闻录系列》的粉丝，但这是该制作工作室第一次参与这个系列游戏的制作。尽管如此，这个制片工作室并没有改变他们制作动画的标准，并像他们以前的许多项目那样专注于人物角色上。过场动画中最重要的部分是让角色的表情正确，特别是当制作到沉默少言的主角时。游戏的开场动画由山本沙代导演。人物角色在场景中滑冰的概念是作为游戏整体主题的视觉象征——没有压迫的力量，与她的作品《冰上的尤里》类似。主角第一次召唤他的人格面具的场景被Atlus要求显得「狂野」，这对于主角是玩家之延伸的目的来说是困难的。与人格面具相关的蓝色火焰效果不是由CGI设计的，而是由动画师手绘的。所有的过场动画时长估计超过一个小时。

### 音乐
《女神异闻录5》的游戏音乐由目黑将司负责多数的编曲、制作等工作，他是女神异闻录系列的声效总监。
此外，游戏中的其他一些曲目和游戏的声响设计由土屋憲一、小西利樹、 小塚良太、喜多條敦志等人担任制作；他们都参与过系列以前的作品。游戏中使用的大约80％的曲目是目黑将司创作的，目黑将司有充分的创作自由去创作曲目，整个游戏音乐创作大约耗时三年。游戏的开场曲《Wake Up, Get Up, Get Out There》以及其他6首英语歌曲由日本爵士乐和灵魂乐女歌手Lyn Inaizumi演唱，这是她首次参加电子游戏音乐的制作。Lyn Inaizumi说她在这些音乐中最为困难的部分是主题曲中的说唱片段。她的歌曲的歌词是由Benjamin Franklin所写，而片尾日语歌曲《星と僕らと》（星与我们）歌词由经常与目黑将司合作的小森茂雄所写。
为了充分营造游戏的气氛，目黑将司将强烈的酸爵士元素融入了音乐。他还旨在使音乐听起来比以前的女神异闻录系列游戏更相融合，旨在完美适合游戏的视觉效果。与《P3》、《P4》两个游戏相比，目黑也改變了音樂展現的方式。他把整體配樂描述為一個單一的連續作品，而不像以往的開場和結尾配樂各自凝聚成主題。他所用的一個反復出現的音樂元素被描述為一個“do-la”音節：開場使用“so la re mi”的弦樂作為引子，然後進入其他音軌的“do-la”音節，包括正規的戰鬥主題。在他创作一个早期音乐Demo的时候，目黑将司收到了来自桥野桂的积极的评价。
游戏原声大碟《Persona 5 Original Soundtrack》于2017年1月17日在日本由Mastard Records发行。专辑使用了3张碟盘收录了110首游戏原声，而封面和音乐专辑说明（Liner notes）是由副岛成记设计的。专辑在发售后首周登陆Oricon公信榜的CD唱片排行榜的第5位，销量超过29,000张，是当周榜单里唯一一张游戏原声专辑。除此之外，还有一个收录19首歌的碟片《Persona 5: Sounds of the Rebellion》，主要是有关游戏主题的音乐，在北美和欧洲作为收藏版发行。完整的游戏配乐在2017年4月18日收录到英语地区的iTunes，之后又由Iam8bit制成黑胶唱片。

## 发布
《女神異聞錄5》的第一个公告在2013年伴随《女神异闻录Q 暗影迷宫》，《女神异闻录4 通宵热舞》和《女神异闻录4 无敌究极背桥摔》的公告由官方发出。这款游戏最初是准备在2014年底发布的，由PlayStation 3独占。在2014年9月的索尼新闻发布会上，宣布这款游戏也将在PlayStation 4平台发布，同时宣布它推迟到2015年发售。根据总监桥野桂的说法，由于将在PlayStation 4平台发售所以整个开发过程也被延长了，但是这将提高两个版本的总体品質。该游戏的第一个游戏预告片于2015年2月5日在特别现场直播中播出。包含该游戏预告片的蓝光光盘于2015年6月25日与《女神异闻录4 通宵热舞》首发版捆绑发售。首个游戏预告片中使用的歌曲是由吉他代替人声的无人声版主题乐。在2015年东京电玩展的特别现场直播期间，宣布该游戏将再次推迟到2016年秋季发售。在一次员工访谈中，桥野桂对游戏延误表示歉意，并表示说这是为了制作高品質的游戏而不拘泥于内容所必需的。
2016年4月，Atlus给这个游戏发布了正式的倒计时至2016年5月5日。不久之后，宣布名为「Take Tokyo Tower」的Livestream直播将在倒计时日期开播。在当天「Take Tokyo Tower」直播期间，游戏的发行日期在直播的预告片中显示。游戏于2016年9月15日在日本发售。除了标准版，还有一个20周年纪念版，纪念版包括了基于《女神异闻录3》和《女神异闻录4》制作的所有DLC、六款女神异闻录系列游戏的五张CD精选专辑以及由副岛成记制作的官方游戏画集。为了纪念该游戏的发行，一个叫「Persona Stalker Club」的综艺节目推出了一个叫「Persona Stalker Club V」新频道。在日本的游戏推广活动中，Atlus与AKG合作推出了基于游戏中佐仓双叶的耳机所设计的限量版无线头戴式耳机。耳机带有由副岛成记设计的容纳盒，还有一张由目黑将司和小冢良太制作的游戏Remix音乐CD 。游戏中的某些角色的服饰也在日本发售，如夹克和手提袋。
游戏发行后，特殊的角色服饰和人格面具作为DLC发售。服饰包括基于《女神异闻录3》和《女神异闻录4》制作的20周年纪念版，还包括《女神异闻录Persona》、《女神异闻录2 罪》、《女神异闻录2 罚》、《Shin Megami Tensei If...》、《凯瑟琳》、《真·女神转生IV》、《惡魔召喚師 葛葉雷道 對 超力兵團》、《女神異聞錄4 終極深夜鬥技場》和《女神异闻录4 通宵热舞》中角色的服饰。DLC还包括来自每套服装各自的游戏的战斗音乐，取代原来默认的战斗音乐。《女神异闻录3》和《女神异闻录4》中的人格面具被重新塑造发布。此外，还发布了基于《女神異聞錄5》主要人物设计的PlayStation主题和头像。新的难易度和特殊主题的服装作为免费DLC发布。
继日文版首发之后，该作在香港、台湾等地发行了繁体中文版，这比英文版更早发行。负责《女神异闻录5》的繁体中文本地化的是Yuji，他同时也负责统筹世嘉旗下家用主机游戏的繁体中文化事务。Yuji表示说，在他开始本地化工作之前，他阅读了由SIE完成的《女神异闻录4 黄金版》的繁体中文档案并玩了《女神异闻录4 黄金版》中文版游戏。本次的中文本地化工作，是全程由世嘉独立制作。Yuji认为主角據點的咖啡廳裡的「字謎遊戲」是繁體中文本地化最大的難關之一。而这点也是让A9VG的Bletilla感到敬佩的地方，认为这是非常良心的本地化之一。在游戏中的人群悄声说话、大声喧嚷时候的各种日语拟声词，也用比较合适、得体的形容词替换，而且相比日文版并不显得突兀。对于一些电视的内容与群众的对话都没有翻译，Bletilla认为由于在日文版里这些也是没有字幕的，所以也不能说是本地化工作的疏忽。但是参差不齐的翻译水平也受到批评，Bletilla认为总体来说翻译后读起来不会有特别大的障碍，本地化也按照中文的语言习惯做一些诸如补全主语之类的调整。但是有些地方结合日语语音听的话，会出现比较明显的歧义，甚至有些地方出现错译。
预购奖励以及在北美发布日期是在E3 2016前一周宣布的。与其他Persona游戏一样，北美版本都比日本版本延迟发售。在欧洲和澳大利亚，该游戏是由Deep Silver发行。最初计划在2017年2月14日发行西方版本，但是游戏又被推迟到4月4日，Atlus说明这是希望游戏达到更高品質。与以往的Persona游戏一样，英文本地化由Atlus USA和南场优负责。根据南场优的说法，在选择英文配音时，这个团队开始时完全是毫无头绪，因为这是一个新Persona游戏的新的设定。南场优说即使在这个项目投入了最多的员工，但是这仍然是一个巨大的挑战。南场优作为项目负责人，就本地化过程中团队提出的问题做出了最终决定。本地化工程估计比《女神异闻录4》大50％。游戏的英文标题也放弃了用于《女神异闻录3》和《女神异闻录4》的“真·女神转生”前缀。英文版的游戏中，日语配音作为免费的DLC发布。

### 女神異聞錄5 皇家版
2022年6月13日在Xbox&Bethesda Games Showcase上公佈皇家版將於2022年10月21日推出Xbox One、Xbox Series X/S和Windows版本，稍後也公佈了Steam與PlayStation 5和任天堂Switch版本。
在世嘉、Atlus于2022年6月13日宣布将《女神异闻录》系列三部作品移植到现代游戏平台上的同时，还表示新版游戏将会追加官方简体中文本地化支持，简体中文本地化由博特盈（上海）信息科技有限公司与世嘉（上海）软件有限公司共同完成。

## 評價
| 汇总媒体     | 得分                         |
| ------------ | ---------------------------- |
| GameRankings | P5：93.30%（PS4）            |
| Metacritic   | P5：93/100（PS4）P5R：94/100 |

| 媒体                    | 得分                    |
| ----------------------- | ----------------------- |
| Destructoid             | 9/10                    |
| 电子游戏月刊            | 9.0/10                  |
| Game Informer           | P5：9.25/10P5R：9.25/10 |
| Game Revolution         | 5/5                     |
| GamesRadar+             | [ 101 ]                 |
| GameSpot                | P5：9/10P5R：10/10      |
| IGN                     | P5：9.7/10P5R：10/10    |
| 英国PlayStation官方杂志 | 10/10                   |
| Polygon                 | 9/10                    |
| 衛報                    | [ 106 ]                 |
| 游戏机实用技术          | 30/30                   |
| Fami通                  | P5：39/40P5R：37/40     |

《女神异闻录5》被评论家评为有史以来最伟大的角色扮演游戏之一，还被汇总媒体Metacritic评为“众多赞誉”。日本著名游戏杂志《Fami通》给它一个很高的评价和39/40的高分。《PlayStation官方杂志－英国》称这个游戏为“一个毫无疑问的杰作”。中国大陆的游戏杂志《游戏机实用技术》甚至为本作给出30分的满分。IGN、GameSpot、GameInformer、Polygon等欧美知名游戏网站也都给出9分或以上的高评价。该游戏风格和艺术设计得到了高度的赞扬。
游戏的英文本地化品質是少数几个受批评的地方之一，Polygon将其描述为“极为平庸”。另一个问题是游戏涉及到LGBT方面：Kenneth Shepard注意到游戏中除了异性恋角色还设定了被当作一个笑话的一对好色同性恋人，所以他推断《女神异闻录5》制作人认为同性恋人只是个笑话，甚至他们可能认为同性恋者令人作呕。

### 销售
《最终幻想15》原本预期与《女神异闻录5》同月发售，但《最终幻想15》后来决定延期发售，而《女神异闻录5》的预购数量因此增加。《女神异闻录5》在亚马逊日本销售额增长了450％，而这款游戏在畅销排行榜中位于第二名，仅次于《狂战传说》。在发行的第一周中，PS4版本售出了264,793份，而PS3版本售出了72,974份，总售出337,767份，是当周游戏销量榜的头两名，也成为系列首周销量记录，超越了《女神异闻录Persona》，并且与《实况足球2017》一起推动了PS4销量的大幅增涨。第二周游戏分别售出了45,178份（PS4）和14,771份（PS3），分列当周销量榜的第2和第6位。在日本发行的三个星期后，该游戏成为了Atlus在日本最畅销的游戏。
在日本地区以外的地方，《女神异闻录5》是迄今为止《女神異聞錄系列》所有游戏中销量最多的游戏，销售量是《女神异闻录4》的五倍。2017年4月，在PlayStation Network，游戏荣登PS4榜，并且是第三次登上PS3榜，同时Atlus宣布全球出貨量達150万份。截至2017年12月，本作全球出貨量已達200万份，此為系列中最高的數字。

### 奖项
在日本PlayStation Awards 2016期间，《女神异闻录5》获得了两个奖项。并在2017年度全球游戏大奖（Global Game Awards 2017）中获得了“最佳RPG”大奖， 而它在“最佳故事”排在第四位。在The Game Awards 2017中，该游戏被提名为“年度最佳游戏”、“最佳艺术指导”、“最佳音乐”和“最佳角色扮演游戏”奖项。最终《女神异闻录5》被授予“最佳角色扮演游戏”奖项。被GameSpot评为2017年第二棒的游戏，仅次于《塞尔达传说 旷野之息》。在IGN的“2017年最佳”奖项中，它获得了最佳RPG 奖项，同时也被提名为年度最佳游戏、最好的PlayStation 4游戏、最佳艺术指导、最佳剧情和最佳配乐奖。《女神异闻录5》也被Giant Bomb提名“最佳音乐”和“最佳风格”（Best Style）奖项。在2017年的日本游戏大奖上，《女神异闻录5》获得“年度作品部门”的优秀奖。
它被Eurogamer，GamesRadar，和电子游戏月刊列为2017年最佳游戏之一。 Destructoid的Ray Porreca将其评为2017年第五佳游戏。该网站还在2017 年度最佳游戏大奖提名它为“最佳PS4游戏”。《Game Informer》的读者和工作人员在2017年最佳的角色扮演游戏，以及最好的剧情和配音员为它投票。最终，在“最佳索尼游戏”排名第二，“年度最佳游戏”排行第三。《女神异闻录5》在2018年纽约游戏大奖（New York Game Awards 2018）上赢得了“Tin Pan Alley Award”最佳音乐奖。它还被Game Developers Choice Awards提名为“最佳视觉艺术”奖。此外，它在2018年D.I.C.E. Awards入围最佳角色扮演游戏，以及2018年SXSW Gaming Awards的“卓越音乐奖”和“卓越艺术奖”。

## 衍生作品

### 電視動畫
2016年9月3日，在游戏发布前，特別節目《PERSONA5 the Animation -THE DAY BREAKERS-》於TOKYO MX等電視台上播放，由A-1 Pictures制作，講述在游戏中發生的一件单独事件（取自原作「特定任務」中的「怪盜團 VS 竊盜團」這項任務）。動畫開頭中的行人手上拿著的報紙上寫著「日本美術界的黑暗」，可推測遊戲劇情的時間點是斑目剛把自己的罪行公諸於世後所發生的事件。自從主角群解決了「斑目事件」後，龍司說道最近的澀谷越來越危險，他從網站中看到有個以各式餐廳為下手目標的竊盜團最近頻繁活動的消息，這時祐介就讓主角看了「怪盜頻道」中有一則攸關委託人性命的留言，主角思考之後，決定晚上與摩爾加納跟蹤委託人留言中的「指定目標」，這才發現事情沒有想像中單純，隔天主角與怪盜團成員開會後決定要拯救委託人。怪盜團與竊盜團首領的對決就此展開！在結局中，主角群所進入的認知世界是金城潤矢的殿堂，表示故事尚未完結。
《PERSONA5 the Animation》（ペルソナ5 ジ・アニメーション）是由CloverWorks（A-1 Pictures高圆寺工作室独立出来的动画制作公司）制作的电视动画，已于2018年4月8日開始播出，9月30日26集結束後，另外製作兩集特別節目播完剩下的內容，分別為12月31日播出的《Dark Sun》與隔年（2019）3月23日播出的真正完結篇《Stars and Ours》。

### 漫畫版
- 《女神異聞錄5》（Persona 5）

小學館的官方漫畫APP的「MangaONE」中《裏SUNDAY》發佈連載中的官方漫畫版。主角的名字為「來棲曉（Akira Kurusu）」。
- 《女神異聞錄5 Mementos Mission》（Persona 5 Mementos Mission）

主角的名字跟動畫版一樣為「雨宮蓮（Ren Amamiya）」。
注：遊戲中的名稱為玩家自定；“雨宮蓮”為由電視動畫版衍生出的名稱。

### 舞台版
- 《PERSONA5 the Stage》（Persona 5 the Stage）

### 其他游戏作品
音乐节奏游戏《女神異聞錄5 星夜熱舞》，簡稱「P5D」，於2018年5月24日在PlayStation 4和PlayStation Vita发售，《女神異聞錄Q2 新電影迷宮》于2018年11月29日在任天堂3DS平台发售。
在世嘉的2017年的《索尼克：力量》游戏中，主角的怪盗服装被作为预购奖励发布。
本作的主人公「Joker」作为一名追加下载角色，加入到了任天堂Switch平台上的動作游戏《任天堂明星大亂鬥 特別版》中。
2023年3月17日，完美世界游戏宣布由世嘉以及ATLUS授权的《女神异闻录5》IP所呈现的首款手游，名为《女神異聞錄：夜幕魅影》，簡稱「P5X」。这是《女神异闻录》系列首次以海外团队主要开发，以及免费游玩以及游戏内应用购买为主的游戏 。由完美世界旗下的子公司 Black Wings Game Studio (黑翼游戏工作室) 出品，曾经主要制作过《女神异闻录》系列的近期推出的游戏开发商P-Studio参与协助开发。游戏会在iOS, Android以及个人电脑平台上推出。在3月29日到31日游戏以Android以及个人电脑平台上开启封测阶段。
2023年6月9日，《女神異聞錄5 戰略版》被Atlus West提前泄露，相关内容本应在微软在今年举办的Xbox游戏展上公布。本作采用了策略角色扮演的游戏形式，将于2023年11月17日登陆全平台，首发加入Xbox Game Pass游戏库。

## 备注
1. ↑  在日版与中文版中，英文名为“Thief's Union”；在英文版中，名为「Thieves Guild」，即「怪盗工会」
2. ↑  《女神异闻录3 携带版》、《女神异闻录4 黄金版》、《女神异闻录5 皇家版》
3. ↑  原文为“universal acclaim”
4. ↑  原文为“an unabashed masterpiece”
5. ↑  原文为“aggravatingly mediocre”
6. ↑  原文为“at best as a joke and at worst something revolting to be feared”

## 外部連結
- 遊戲官方网站：原版、皇家版繁中、皇家版簡中
- 動畫官方网站：第一部、第二部